# Indiens de Mardi gras

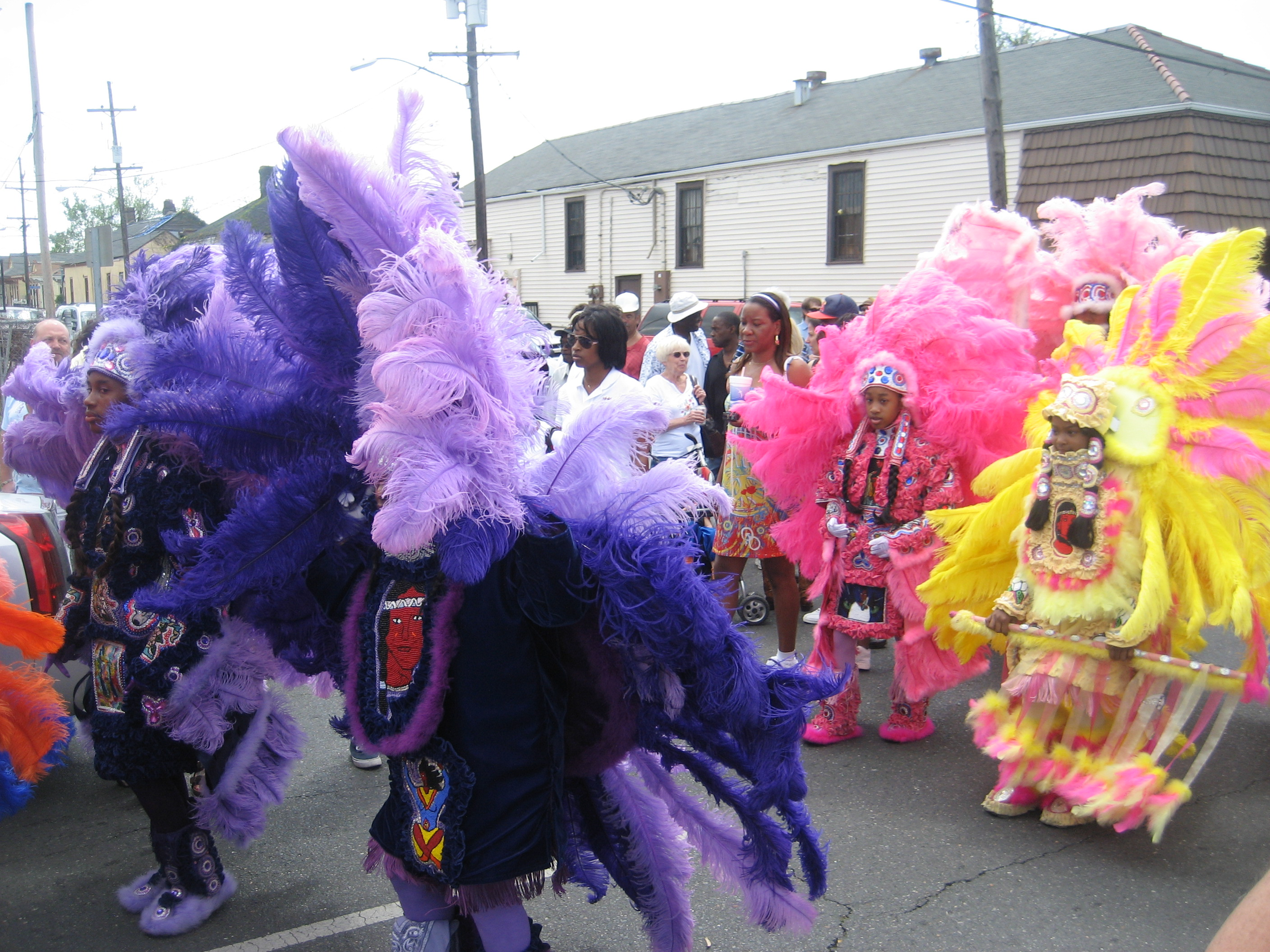
Mardi Gras Indien à La Nouvelle-Orléans.

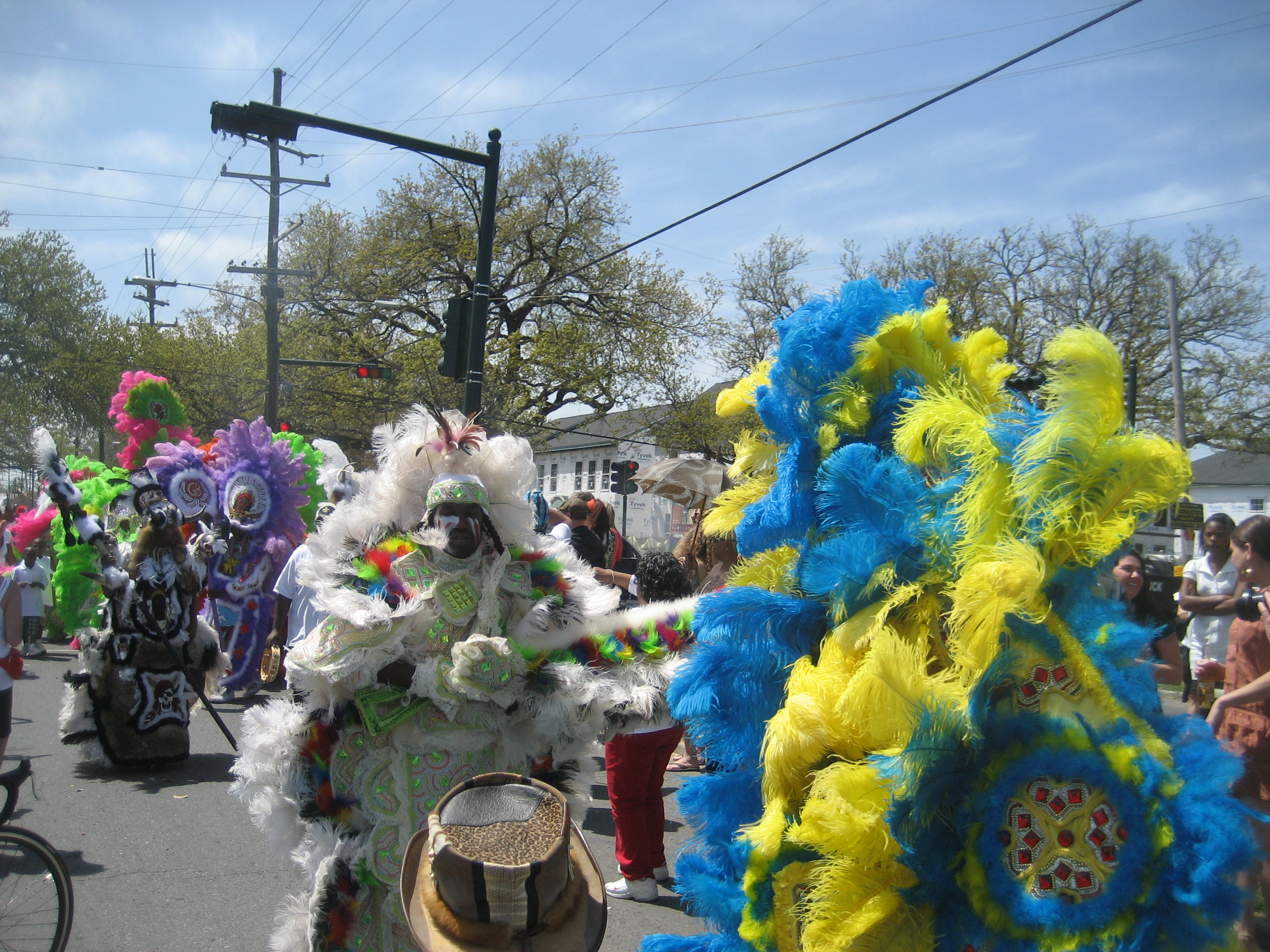
Mardi Gras Indien à La Nouvelle-Orléans.

Les Indiens de Mardi gras, (en anglais  : Mardi Gras Indians) sont des participants afro-américains au carnaval  du Mardi gras de La Nouvelle-Orléans en Louisiane, qui défilent avec des costumes inspirés des tenues cérémonielles amérindiennes. De nombreux participants défilent également lors d'un carnaval organisé le dimanche le plus proche de la saint-Joseph (19 mars) ; ce jour est appelé Super Sunday et le carnaval est le Mardi gras indien.
Leurs organisations sont appelées tribus (tribes). Il y a environ 38 tribus, qui comptent entre une demi-douzaine à plusieurs dizaines de membres. Les tribus sont largement indépendantes, mais deux organisations coordonnent les Uptown Indians et les Downtown Indians.

## Historique
Les Afro-Américains ont une longue histoire de métissage avec les tribus amérindiennes qui vivaient dans le sud des États-Unis. À partir du début du XVIIe siècle nait le peuple des Séminoles noirs en Floride.
Le Mardi gras indien a débuté au cours du XIXe siècle. La tradition veut que les minorités de Louisiane, les Amérindiens et les Afro-Américains se retrouvaient pour contourner la ségrégation raciale existant à cette époque.
La visite de Buffalo Bill à La Nouvelle-Orléans dans les années 1880, a influencé le carnaval vers une orientation sur l'Ouest sauvage, le Western et les populations amérindiennes. Le carnaval du Mardi gras prit une tournure très amérindienne. Malgré la disparition des populations amérindiennes, les principaux participants furent les populations noires qui se costumèrent avec les habits traditionnels des premiers habitants de ce territoire. Le carnaval prit alors le nom de Mardi gras indien.

## Description
Les groupes participants arrivent sous la forme de « tribu ». Plus d'une trentaine de tribus participent à ce carnaval. Les tribus pouvant compter de quelques membres à plusieurs dizaines de membres. En général, chaque indien fait son propre costume, assisté par la famille et les amis, pour coudre perles et plumes . Un costume de chef peut peser jusqu'à 45 kg et le coût de certains costumes peut avoisiner les 5 000 dollars. Traditionnellement un nouveau costume est nécessaire chaque année.
Chaque année, le Mardi gras indien se déroule dans le vaste parc City Park entre le Bayou Saint-Jean et le quartier City Park, le long du bayou Saint-Jean.

## Tribus de la nation des Indiens de Mardi Gras
- 7th Ward Creole Hunters
- 7th Ward Hard Headers
- 7th Ward Hunters
- 9th Ward Hunters
- Black Cherokee
- Black Eagles
- Black Hawk Hunters
- Black Feathers
- Black Seminoles
- Blackfoot Hunters
- Burning Spears
- Carrollton Hunters
- Cheyenne Hunters
- Comanche Hunters
- Congo Nation
- Creole Osceola
- Creole Wild West
- Fi-Yi-Yi
- Flaming Arrows
- Geronimo Hunters
- Golden Arrows
- Golden Blades
- Golden Comanche
- Golden Eagles
- Golden Star Hunters
- Guardians of Flames
- Hard Head Hunters
- Mohawk Hunters
- Morning Star Hunters
- Red Hawk Hunters
- Red White and Blue
- Seminole Hunters
- Seminole (Mardi Gras Indian Tribe)
- White Cloud Hunters
- White Eagles
- Wild Apache
- Wild Bogacheeta
- Wild Tchoupitoulas (en)
- Wild Magnolias (en)
- Wild Mohicans
- Yellow Pocahontas
- Young Navaho
- Young Brave Hunters
- Young Monogram Hunters
- Young Cheyenne

## Chansons
- Iko Iko : raconte la confrontation des parades de deux tribus d'Indiens de Mardi gras
- Big Chief
- Indian Red : chant traditionnellement entonné au début et à la fin des rassemblements des Indiens de Mardi gras.
- Meet the Boys on the Battlefront

## Culture populaire
Par l'intermédiaire de Clarke Peters qui joue le rôle d'un chef Indien, la série Treme (HBO) développe une partie de son intrigue autour de cette tradition forte de La Nouvelle-Orléans. On y voit le tissage, les préparations et les défilés ainsi que des relations tendues avec le département de la police.